# Университет Сарагосы
Университет Сараго́сы (исп. Universidad de Zaragoza, араг. Universidat de Zaragoza) — один из старейших университетов Испании, расположенный в Сарагосе, столице автономного сообщества Арагон. 
Университет Сарагосы является единственным государственным университетом в регионе. В нём обучаются более 40 000 студентов на 22 факультетах. Деятельность университета распространяется на три провинции Арагона, с кампусами и исследовательскими центрами в Теруэле, Уэске и Сарагосе.

## История
Считается, что университет возник на базе церковных школ, открытых в Сарагосе ещё в VII веке епископом Браулио, который в настоящее время является святым покровителем университета. По другим данным начальная школа была создана и финансировалась местной церковью с XII века. В XIV веке уже в среднем учебном заведении преподавали тривиум, квадривиум и можно было получить степень бакалавра. 
В XV веке с подачи арагонского принца Фердинанда Католика, воодушевлённого историей создания Парижского университета путем слияния нескольких церковных школ в одну, и по поручению папы римского Сикста IV от 13 декабря 1474 года, школа получает статус «universitas magistrorum», который был ратифицирован самим Сикстом IV только 1 декабря 1476 года и королём Арагона Хуаном II 25 января 1477 года. Но различные обстоятельства задержали фактическое открытие объединённой школы. 
10 сентября 1542 года по настоянию членов Совета Сарагосы король Карлос I на кортесе в Монсоне (исп. Cortes de Monzón) подписал привилегию, повышающую статус школы свободных искусств Сарагосы до университета по изучению всех дисциплин: от медицины и богословия до гражданского права, медицины и философии. Этот статус был подтверждён 6 марта 1554 года буллой Юлия III и 28 апреля 1555 года папой Павлом IV. Однако приём студентов и начало обучения было снова задержано почти на тридцать лет: из-за разногласий между архиепископством и учебным советом относительно назначения ректора, претензии Уэска против основания в Сарагосе, трудности с получением финансирования от Арагона и городского совета. 3 сентября 1582 года приор собора Сан-Сальвадор Педро Сербуна, будущий епископ Тарасоны, внёс необходимые средства на ремонт зданий бывшей школы.
Закончив строительные работы, составив устав и наняв первых профессоров, 20 мая 1583 года Сербуна получил благодарность за проделанную работу от городского совета Сарагосы. Опасаясь вмешательства короля, совет тайно назначил первого ректора. Филипп II был уве́домлен о факте назначения после, что вызвало волну недовольства новым университетом. Однако приор доминиканского монастыря Сарагосы Херонимо Ксавьерре, будущий генеральный магистр ордена проповедников и кардинал, возведённый папой Павлом V, дал вводную лекцию, тем самым начав преподавательскую лекцию в Сарагосе 24 мая 1583 года. После этого Ксавьерре стал неустанным защитником нового университета при дворе.

## Современное состояние
Университет Сарагосы является центром технологических инноваций в долине Эбро и пользуется большим авторитетом среди испанских, европейских и международных университетов, с которыми сотрудничает. В общей сложности обучение проходят около 40 000 студентов, преподавательский состав около 3000 специалистов и профессоров с различными специальностями и административно-технический персонал около 2000 человек. 

### Кампусы
Университетские кампусы расположены во всех трёх провинциях автономного сообщества Арагона: Теруэле, Уэске и Сарагосе. Основной кампус находится в Сарагосе, с 1985 года были открыты дополнительные в Теруэле и Уэске.

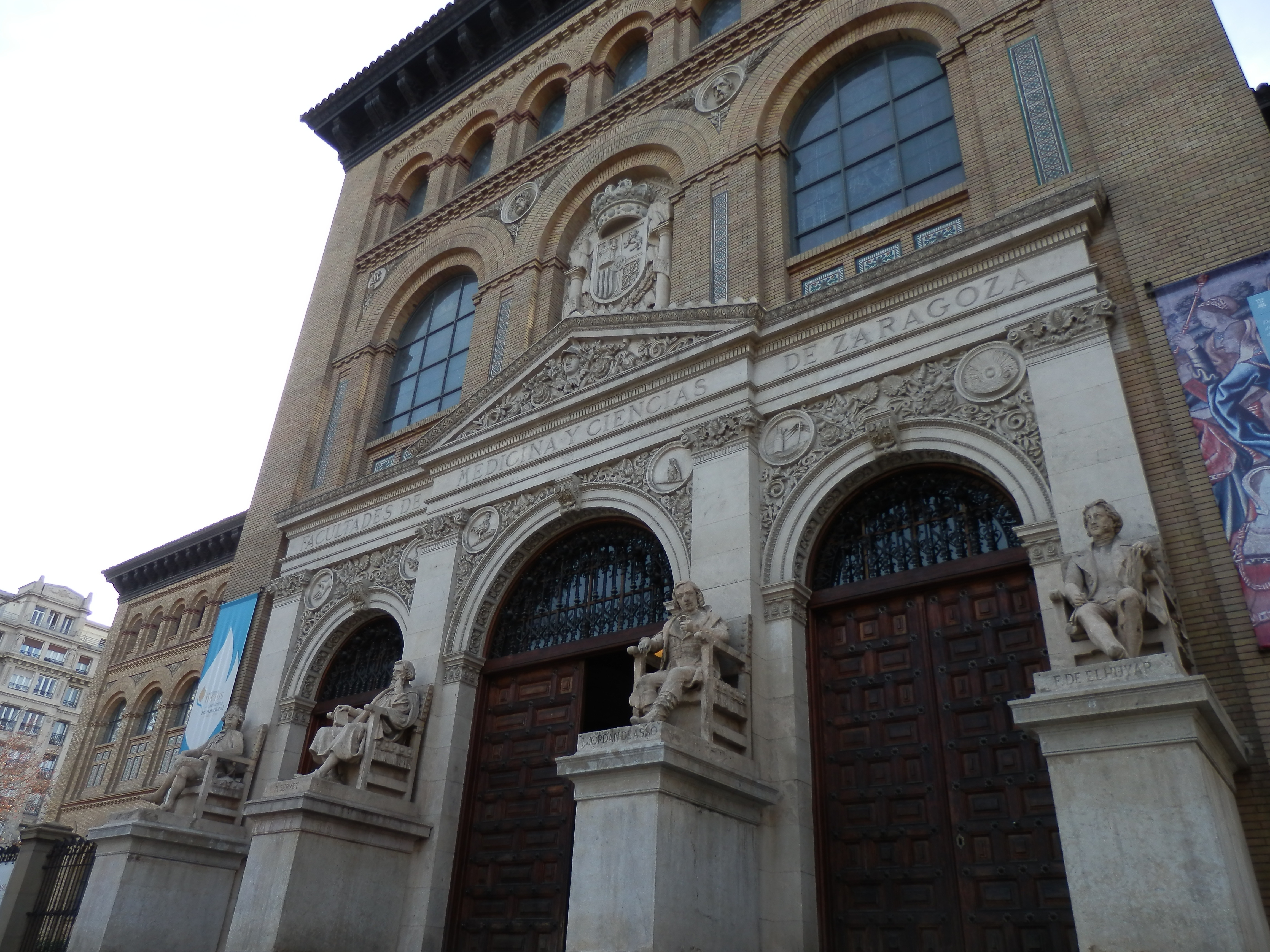
Скульптуры учёных на фасаде Паранинфо

Сарагосский кампус состоит из 5 частей, рассредоточенных по городу:
- На площадь Святого Франциска (исп. Plaza de San Francisco) выходят ворота основного и крупнейшего университетского городка Сарагосы (Ciudad Universitari или иногда по имени площади). Здесь сосредоточены большинство колледжей и административных отделов университета. Здесь расположено одно из самых значимых сооружений университета — Паранинфо[исп.], комплекс зданий, предназначенных для факультета медицины и совета директоров университета. Паранинфо было построено в 1893 году по проекту архитектора Рикардо Магдалены[исп.]. Фасад здания украшают четыре скульптуры известных врачей и учёных, связанных с Сарагосским университетом: Андреса Пикер-и-Арруфата, Мигеля Сервета, Хордана Ассо и Фаусто Элюара. Также на фасаде имеются медальоны с изображением других учёных. В настоящее время в Паранинфо располагаются учебные аудитории, выставочный зал и университетская библиотека.
- Рио Эбро;
- Плаза де Базилио;
- Факультет туризма;
- Ветеринарный факультет.

В городе Уэска, расположенном в 75 километрах к северо-востоку от Сарагосы, находятся несколько колледжей университета, в том числе Политехническая школа, факультеты здравоохранения и спорта, гуманитарных наук и образования, экономики и управления, а также аффилированная школа сестринского дела и акушерства при больнице Сан-Хорхе.
В Теруэле, расположенном в 170 километрах к югу от Сарагосы, находятся Технический колледж, где изучают компьютерную инженерию и схожие дисциплины, а также факультет гуманитарных и социальных наук и аффилированная школа сестринского дела и акушерства при больнице Епископа Поланко (hospital Obispo Polanco).

Университет Сарагосы
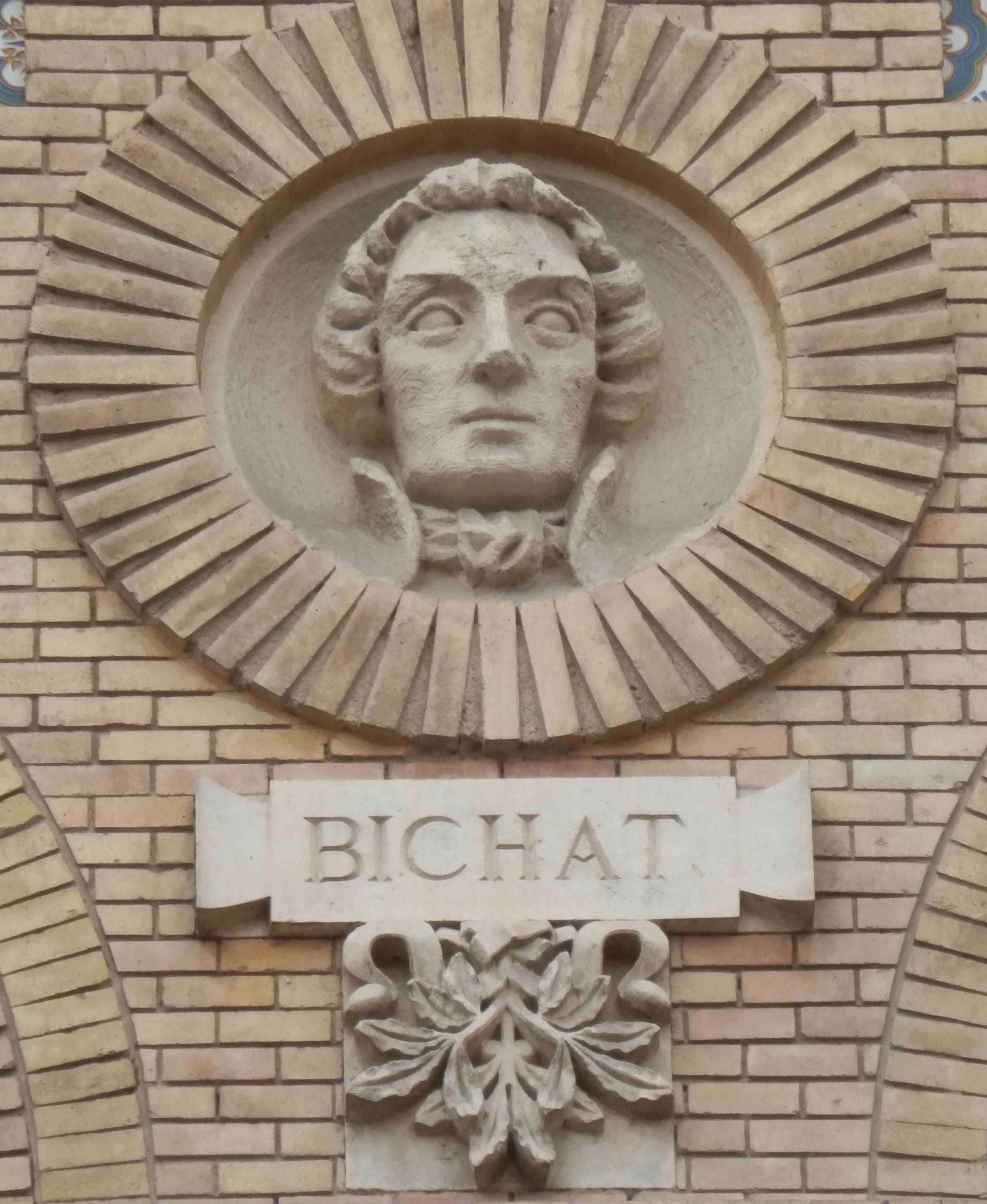
Медальон с Ксавье Бишем
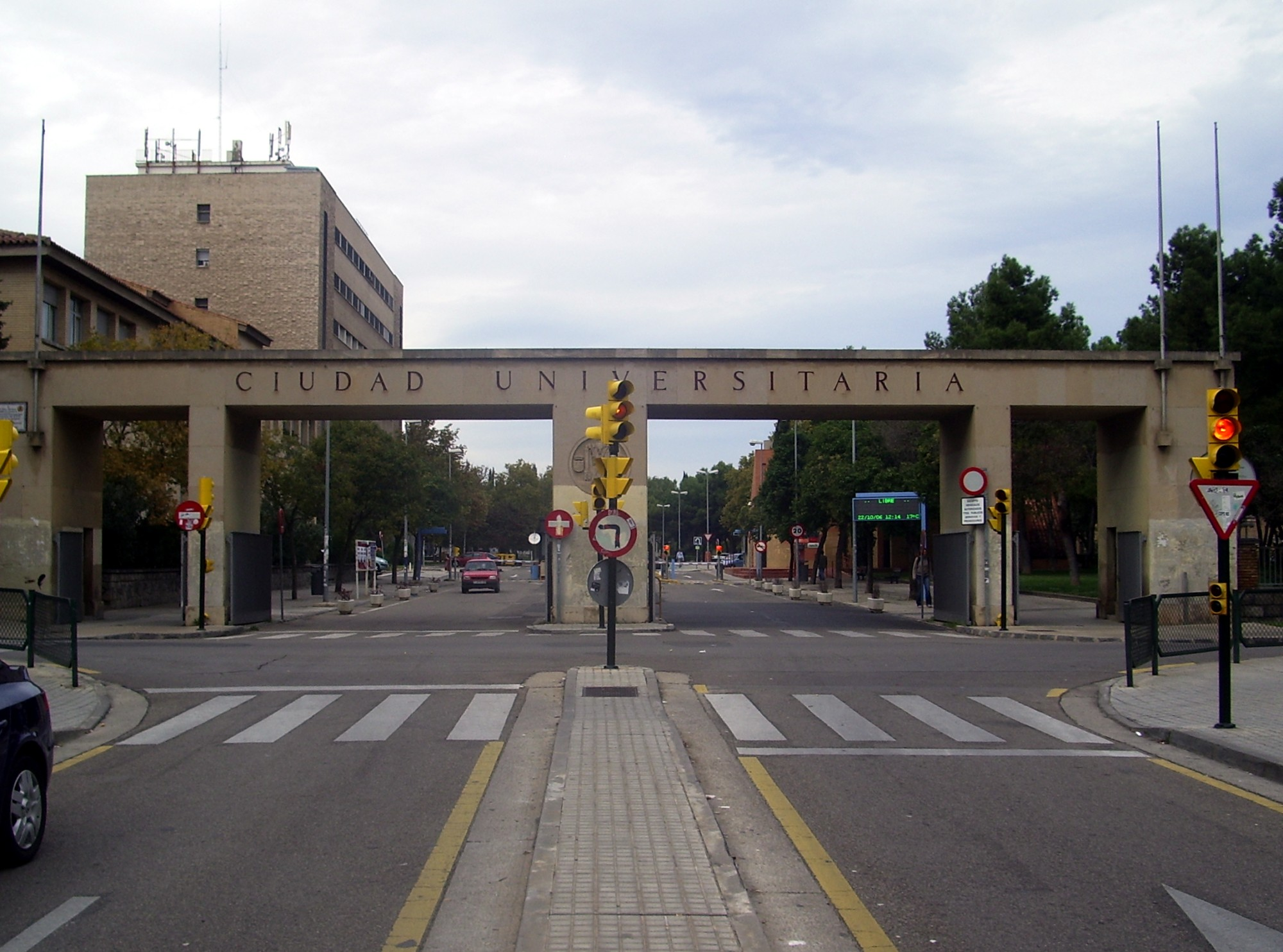
Въезд в Университетский городок
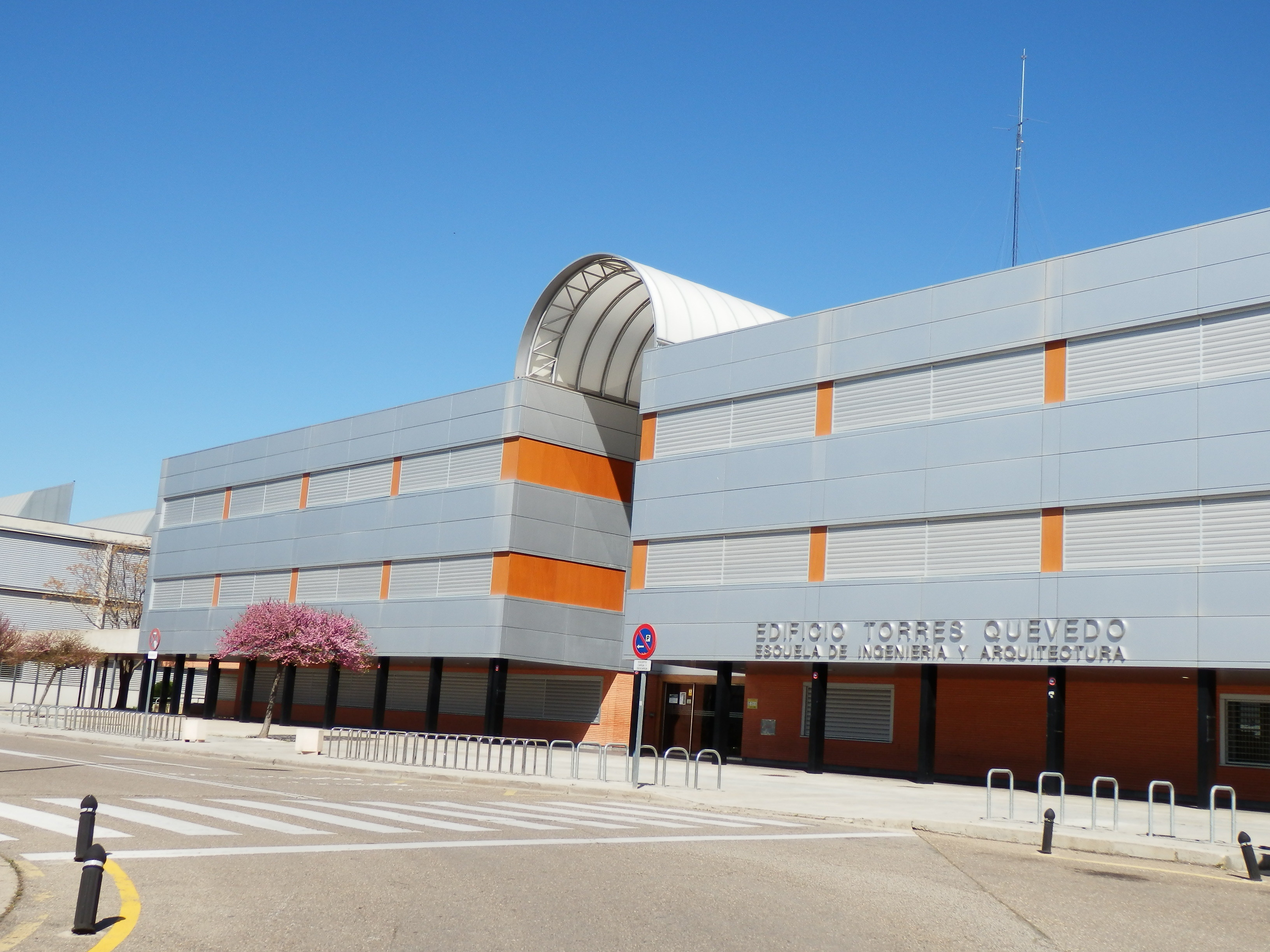
Школа инженерии и архитектуры
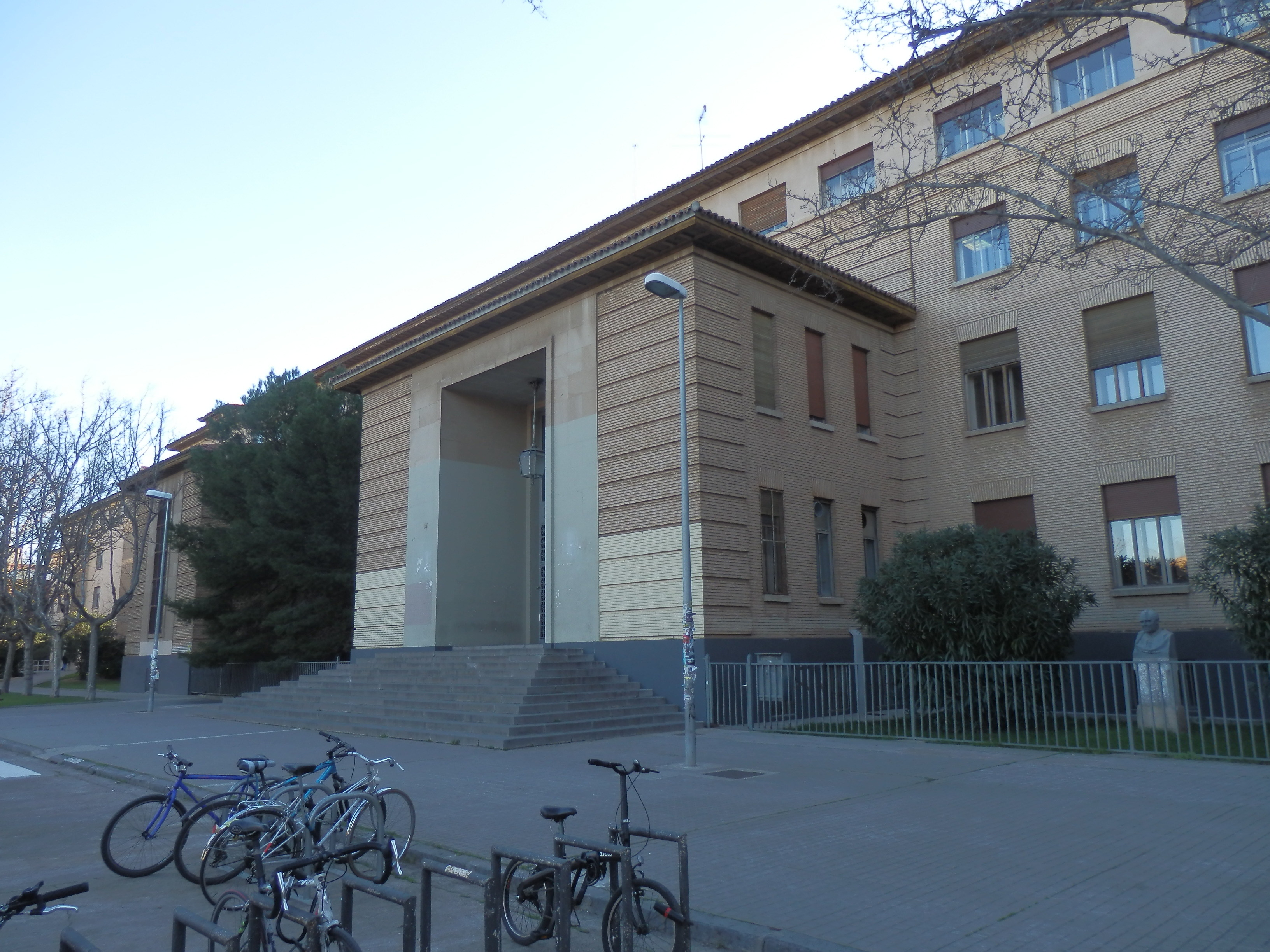
Факультет философии
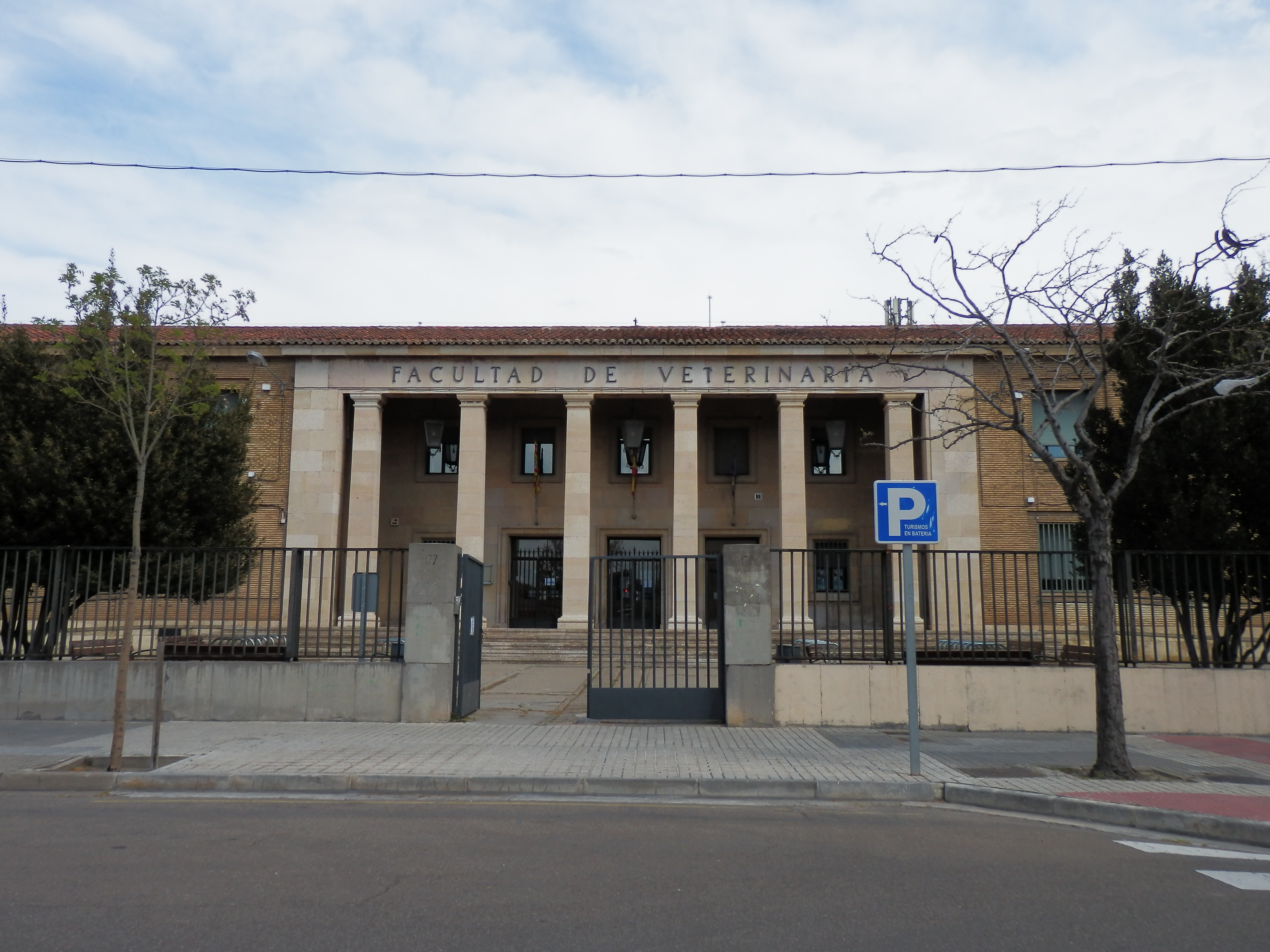
Факультет ветеринарии
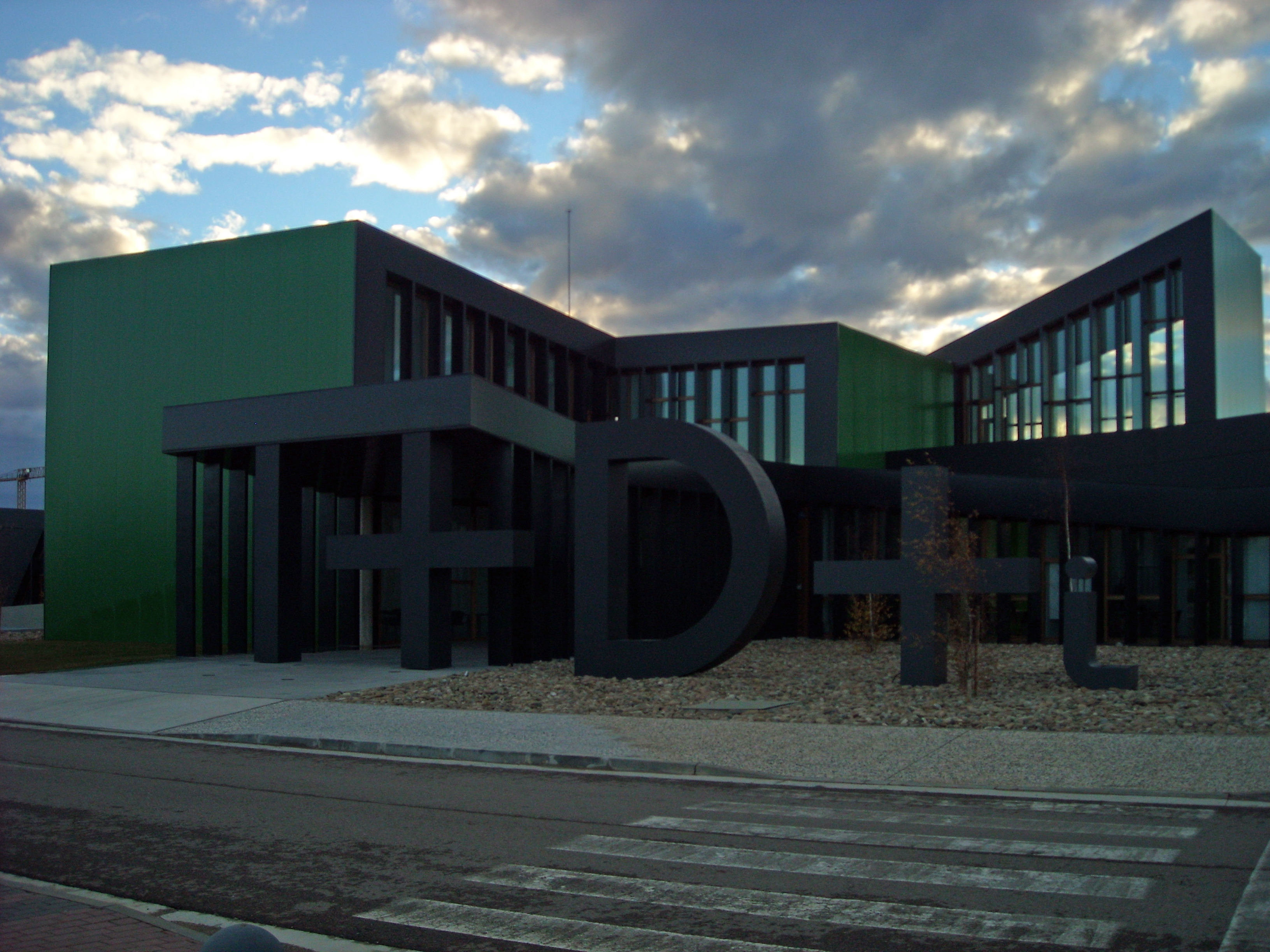
НИИ Арагона, Уэска